# 이토 가즈키
이토 가즈키(일본어: 伊藤 和基, 1987년 8월 8일 ~ )는 일본의 전 축구 선수이다.

## 구단 경력
과거 YSCC 요코하마에서 활동하였다.